# ضاحية الرشيد
ضاحية الرشيد إحدى أحياء العاصمة الأردنية عمّان، تتبع تنظيميا لمنطقة الجبيهة شمال غرب المدينة، وتعد من الأحياء الحديثة نسبيا، حيث بدأ العمران يظهر فيها منذ الثمانينات والتسعينات من القرن العشرين. وتتخذ الضاحية مكانا هاما قريبا من وسط المدينة والشواع التجارية المهمة والمناطق السكنية. حيث يجاورها من الشرق المدينة الرياضية وحي قطنة، ومن الشمال حي الصديق ومن الغرب حي الجامعة ومن الجنوب يفصلها عن منطقة تلاع العلي - شارع الجامعة.

## المعالم
من أهم معالم الضاحية:
- فندق القدس الدولي.
- فندق مونور
- فندق حرير بالاس
- مركز الأردن التجاري.
- دار الكتاب الأردني.
- مجمع الروضة السكني والتجاري.
- مدرسة ضاحية الرشيد للبنات.
- مدارس دار الأرقم الإسلامية.
- مدارس المنهل.
- مدرسة المهلب للبنين.
- مسجد الرشيد.
- مسجد القعقاع.
- مسجد أم العلا.
- مسجد السلام.
- مسجد الهداية.
- مركز أمن الرشيد.
- إسكان أميمة.

## معرض صور

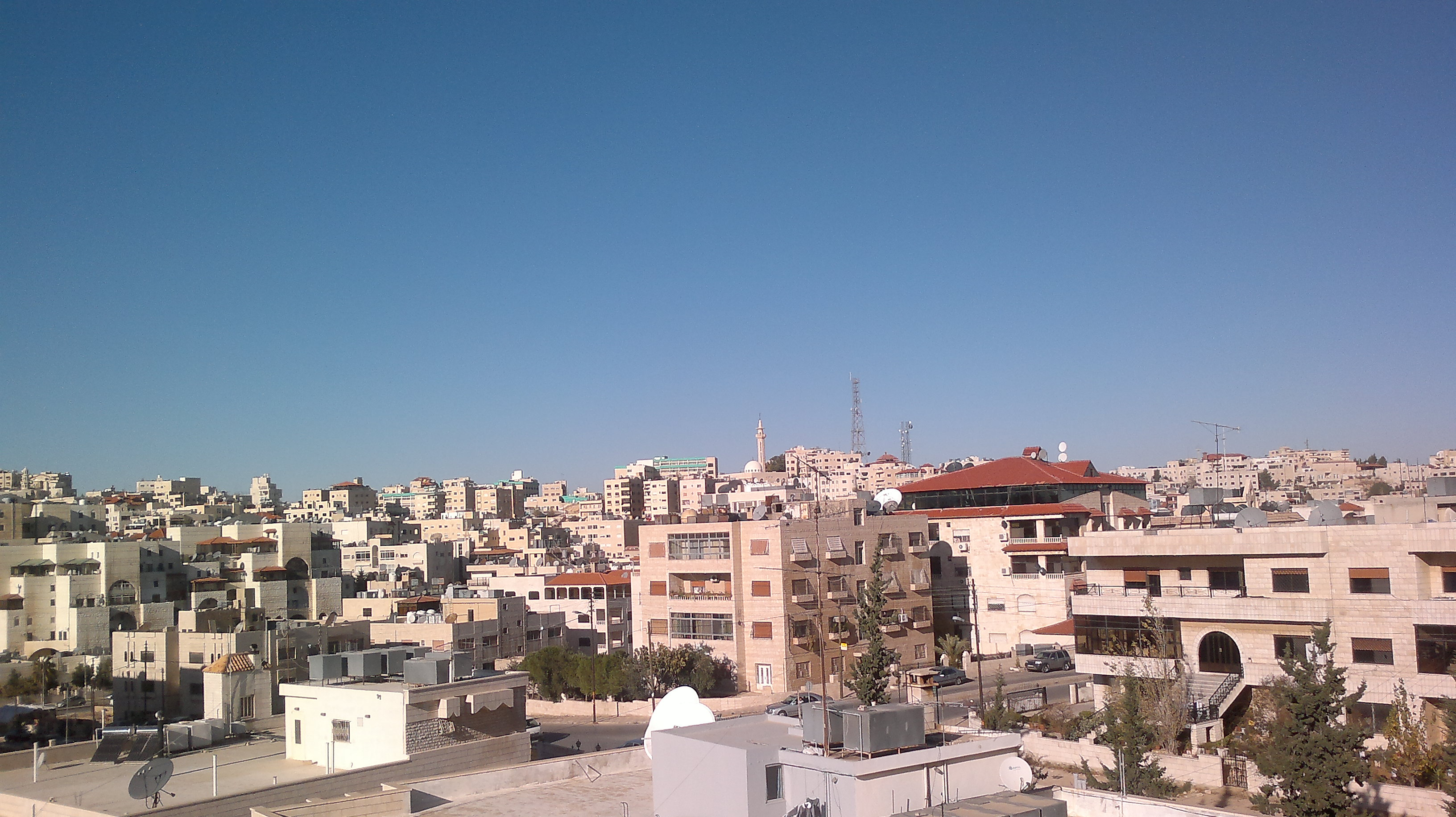
المنطقة السكنية بضاحية الرشيد.
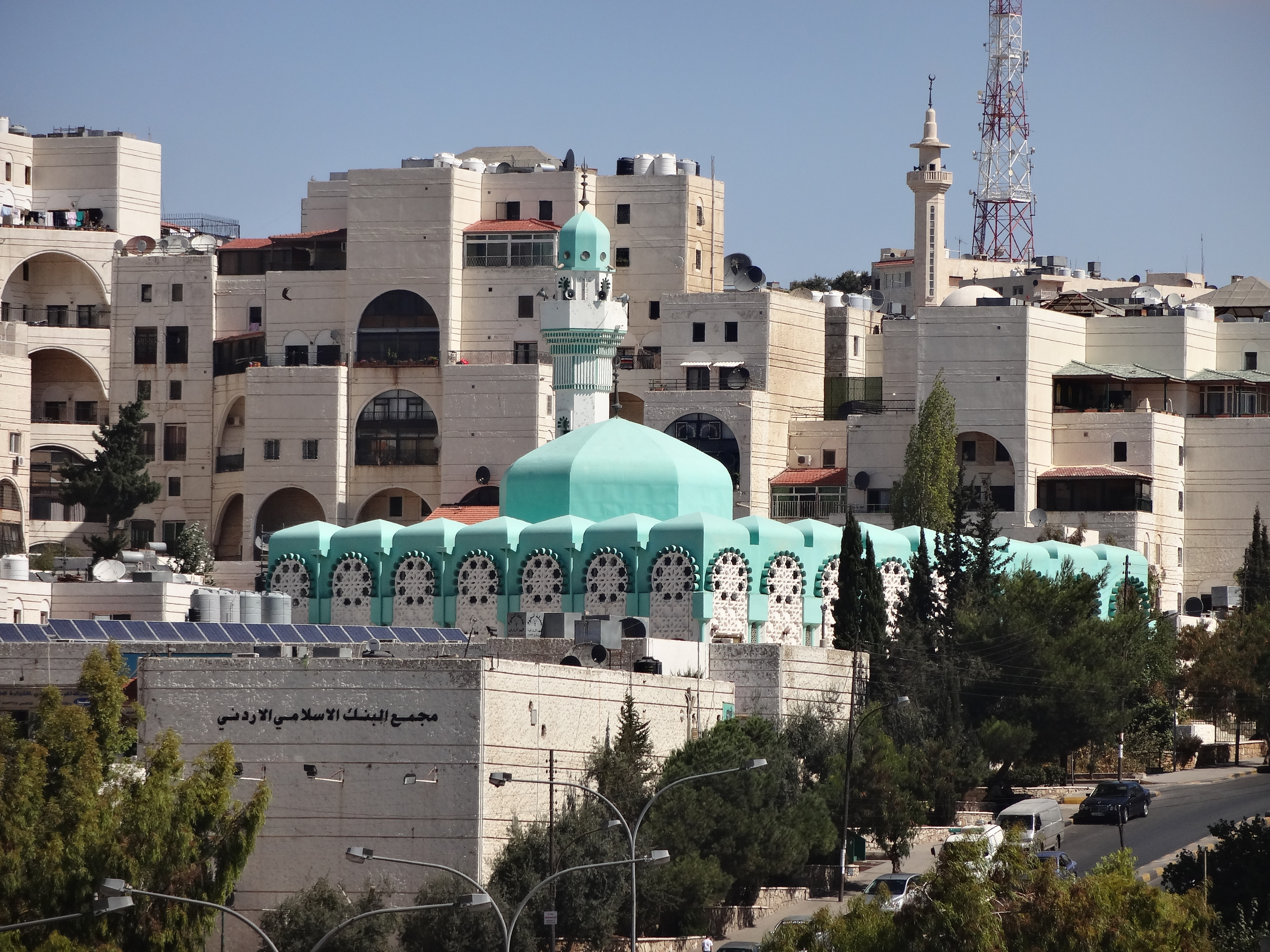
مسجد الروضة في ضاحية الرشيد.